# مسیحیان عرب

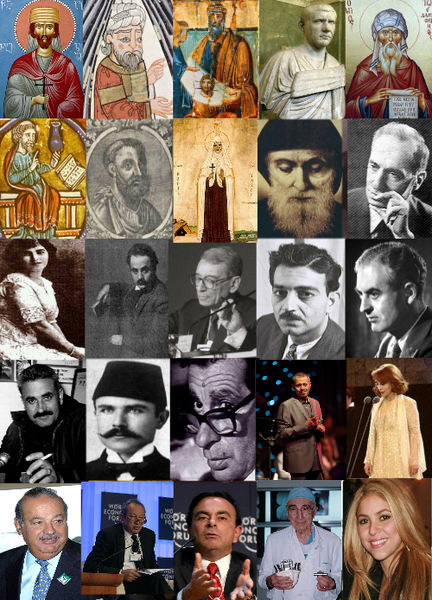
مشاهیر مسیحیان عرب.

مسیحیان عرب (عربی: المسیحیون العرب) مسیحیانی هستند که خود را از مردم عرب می‌دانند. بزرگترین گروه مسیحی که  خود را عرب می‌دانند مسیحیان یونانی انطاکیه هستند که شمارشان میان ۵۲۰٬۰۰۰–۷۰۳٬۰۰۰ نفر در سوریه، ۳۵۰٬۰۰۰ در لبنان، ۲۲۱٬۰۰۰ در اردن، ۱۳۳٬۱۳۰ در اسرائیل و ۵۰٬۰۰۰ در فلسطین برآورد شده‌است. همچنین جامعه‌ای متشکل از ۱۰٬۰۰۰–۳۵۰٬۰۰۰ عرب مسیحی در مصر، عراق و ترکیه یافت می‌شود.
مسیحیان عرب چه در طول تاریخ و چه در دوران کنونی به‌طور قابل توجهی در فرهنگ عربی در بسیاری از زمینه‌ها از جمله ادبیات، سیاست، اقتصاد، فلسفه، موسیقی، تئاتر و سینما، پزشکی، و علوم تأثیرگذار بوده و هستند. این مردم بخش بزرگی از جوامع دور از وطن خاورمیانه‌ای را می‌سازند و گروه قابل توجهی از آن‌ها در سراسر قاره آمریکا، به ویژه آرژانتین، برزیل، شیلی، مکزیک، ونزوئلا، کلمبیا و ایالات متحده آمریکا یافت می‌شوند؛ گرچه بیشتر آن‌ها، به ویژه در موج اول، زبان عربی را به فرزندان خود منتقل نکردند.
مسیحیان عرب تنها گروه مسیحی در خاورمیانه نیستند، چرا که آشوری‌ها، ارمنی‌ها و دیگر اقوام به عنوان عرب شناخته نمی‌شوند. مارونی‌ها و قبطی‌ها بزرگ‌ترین گروه‌های مسیحی خاورمیانه هستند که هرچند گاه جزو عرب‌ها شمرده می‌شوند، اما بیشتر غیرعرب دانسته می‌شوند. بسیاری از مارونی‌ها خود را از تبار فنیقی‌ها می‌دانند و قبطی‌ها با خودداری از پذیرش هویت عربی، ترجیح می‌دهند خود را با مردم مصر باستان مرتبط بدانند.